# Никитенко, Александр Васильевич
Алекса́ндр Васи́льевич Никите́нко (12 [24] марта 1804, Удеревка, Воронежская губерния — 21 июля [2 августа] 1877, Павловск) — российский историк литературы, цензор, профессор Санкт-Петербургского университета, действительный член Академии наук. На протяжении многих лет вёл обстоятельный дневник, который служит первостепенным источником относительно литературной и общественной жизни середины XIX века.

## Биография
Родился 12 (24) марта 1804 года (1804-й год указывает Большая российская энциклопедия, 1805-й год — Русский биографический словарь; год рождения может быть и иным, поскольку в записи метрической книги о смерти в 1877 году возраст умершего указан в 69 лет). Происходил из украинских крепостных графа Н. П. Шереметева, живших в слободе Алексеевка Бирюченского уезда; его отец, Василий Михайлович, благодаря хорошему голосу, попал в певческую капеллу графа, предварительно окончив существовавшую при ней начальную школу, во время пребывания в которой приобрел разнородные познания, далеко превышавшие его положение, в частности, выучился французскому языку; был старшим писарем в вотчинной конторе графа Шереметева, старался «действовать по совести», за что постоянно претерпевал разные гонения и, наконец, был сослан в дальний Гжатский уезд Смоленской губернии, в деревню Чуриловку. Смог устроить своего десятилетнего сына в Воронежское уездное училище, где тот учился три года и обратил на себя внимание училищного начальства и некоторых влиятельных лиц в городе. Но продолжать обучение не мог, так как доступ в гимназию ему, как крепостному, был закрыт; юноша был так огорчён, что в течение ряда лет лелеял мысль о самоубийстве.
Давал частные уроки и оказался в Острогожске, где стал постоянным участником собраний офицеров первой драгунской дивизии. Представленный начальнику дивизии генералу Юзефовичу, Никитенко приобрёл его расположение и был приглашён к нему в дом в качестве его личного секретаря и учителя его племянницы. Много путешествовал с Юзефовичем по Малороссии. В 1822 году  вернулся в Острогожск, где получил право преподавать в уездном училище. Когда здесь открылось отделение «Библейского общества», его секретарём был избран Никитенко. Он выдвинулся речью на торжественном собрании в 1824 году, о которой было доложено президенту общества князю А. Н. Голицыну — и вскоре, с помощью В. А. Жуковского и К. Ф. Рылеева, Никитенко получил вольную и был вызван в Санкт-Петербург.
По рекомендации Рылеева поселился у декабриста Е. П. Оболенского, для воспитания его младшего брата. В 1825 году, благодаря содействию князя Голицына, поступил на философско-юридический факультет Санкт-Петербургского университета без вступительного экзамена и получил от министерства народного просвещения значительное денежное пособие. Едва избежал ссылки, будучи уличён в «знакомстве» с декабристами, но в 1828 году благополучно кончил кандидатом университетский курс. Ему было предложено учиться в Профессорском институте при Дерптском университете, но он отказался, поскольку не пожелал давать обязательство последующей четырнадцатилетней службы на профессорской должности в университете.
В 1826 году появилась его первая статья: «О преодолении несчастий» в «Сыне отечества», за которую Никитенко был обласкан Гречем и Булгариным и вошёл в доверие к попечителю учебного округа К. М. Бороздину, взявшего его в секретари. По поручению Бороздина Никитенко написал примечания к новому цензурному уставу (1828).
С 1830 года читал лекции по политэкономии в Санкт-Петербургском университете. После неудачных попыток занять кафедру естественного права и политической экономии, Никитенко с 1832 года стал адъюнктом по кафедре русской словесности, с 1834 года — экстраординарным профессором, с 1850 года — ординарным профессором. Преподавал также в Аудиторской школе (1833—1839), офицерских классах Артиллерийского училища (1835—1838), Римско-католической духовной академии (1843—1877), Екатерининском институте и Александровском училище (1848—1857).
В 1833 году Никитенко был назначен цензором и вскоре провёл 8 дней на гауптвахте за то, что пропустил стихотворение Виктора Гюго «Enfant, si j'étais roi» (в переводе М. Деларю).
Редактировал в 1839—1841 годах журнал «Сын отечества», в 1847—48 гг. «Современник». В 1837 году получил степень доктора философии за диссертацию «О творческой силе в поэзии или поэтическом гении». В 1853 году избран членом-корреспондентом Академии наук по Отделению русского языка и словесности, с 1855 ординарный академик по тому же Отделению.
Служа в цензуре, Никитенко постоянно писал проекты её уставов, инструкции или примечании к ним, в «мартинистском», по словам Булгарина, то есть сравнительно либеральном духе.
В 1842 году Никитенко был подвергнут аресту на одну ночь при гауптвахте за пропуск в «Сыне отечества» повести П. В. Ефебовского «Гувернантка», насмешливо отозвавшейся о фельдъегерях.
С восторгом приветствовал Никитенко эпоху Великих реформ, характеризуя себя «умеренным прогрессистом».
В 1859 году Никитенко вступил членом в негласный комитет над цензурой и ревностно хлопотал об интересах литературы и о превращении чрезвычайного и временного учреждения в постоянное и регулярное, в виде «главного управления цензуры» при Министерстве народного просвещения. Это ему отчасти удалось, но неожиданным ударом для Никитенко был перевод «главного управления» в Министерство внутренних дел.
В конце 1850-х годов Никитенко редактировал «Журнал Министерства народного просвещения»; был членом, а с 1857 года — председателем Театрального комитета. Окончил свою карьеру тайным советником.
Умер 21 июля (2 августа) 1877 года в Павловске, где и был похоронен на городском кладбище.
Из работ по истории литературы наиболее известны его «Речь о критике» (СПб., 1842) и «Опыт истории русской литературы. Введение» (СПб., 1845). По характеристике СИЭ, «учёные труды и критические выступления Hикитенко отличались эклектизмом, отсутствием ясной концепции и успехом не пользовались».
Дневник Никитенко был напечатан в 1889—1892 гг. и в XX веке переведён на некоторые иностранные языки. К отдельному изданию 1893 года были приложены воспоминания «Моя повесть о самом себе» (Записки и дневник : (1826—1877). — Санкт-Петербург : тип. А. С. Суворина. — Т. 1. — VIII, [2], 588 с.; Т. 2. — [10], 498 с.; Т. 3. — [10], 458 с., которые также неоднократно переиздавались.

## Семья
Был женат на Казимире Казимировне Любощинской (? — 09.05.1893), которая была похоронена вместе с мужем.
Дочь — Софья (24.07.1837—12.01.1901)